# Kariba

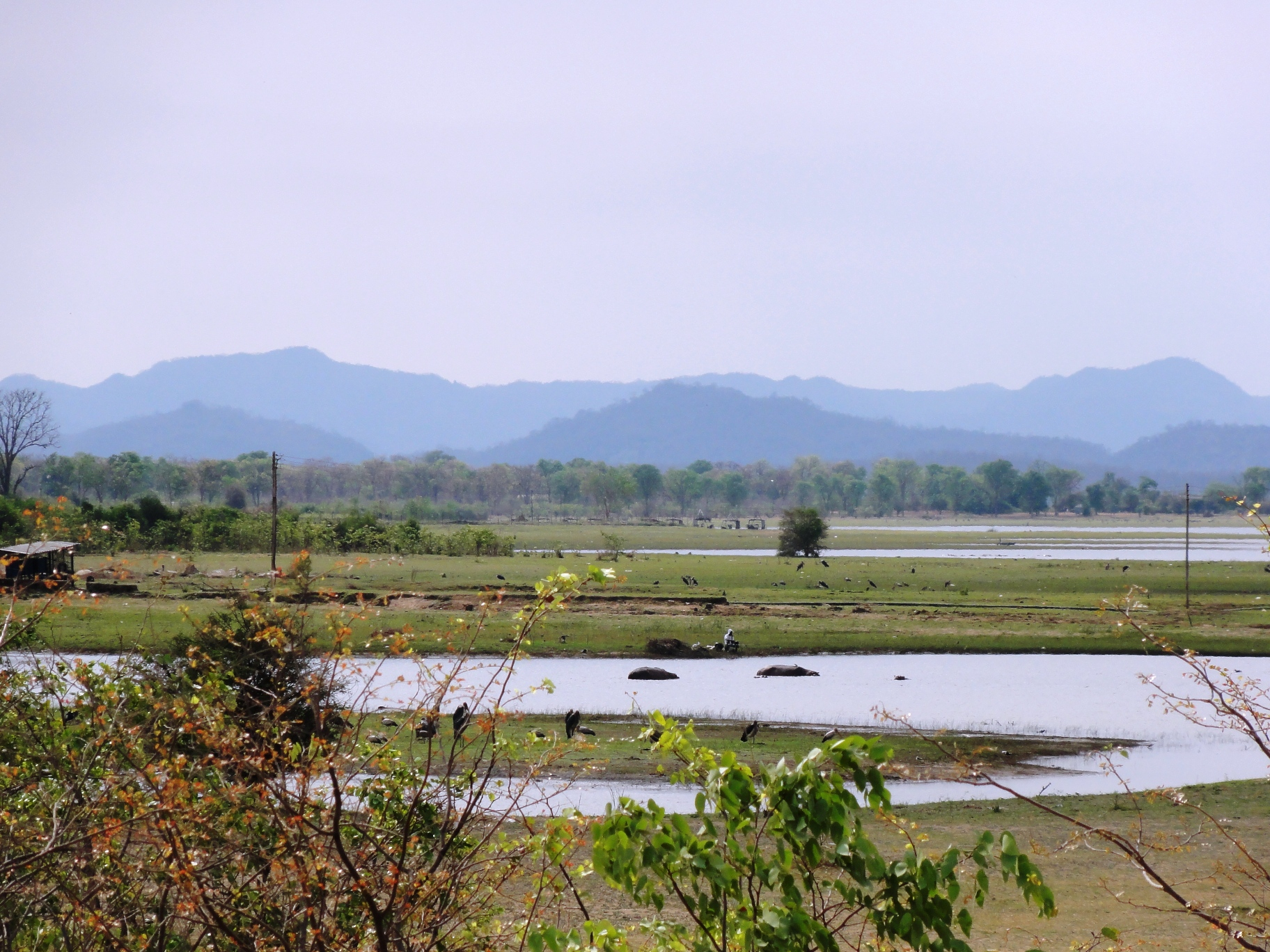
Vistas del lago Kariba, cercano a la ciudad.

Kariba es una ciudad turística en la provincia de Mashonaland West, Zimbabue, ubicada cerca de la presa de Kariba en el extremo noreste del Lago Kariba, cerca de la frontera con Zambia. Según el Censo de Población de 2022, la ciudad tenía una población de 27 600.
Ubicada en el Valle del Zambeze, Kariba es bien conocida por su clima cálido y su proximidad al Lago Kariba.

## Historia
La población precolonial del área eran Tonga.
La ciudad fue establecida para albergar a los trabajadores que estaban construyendo la presa a mediados y finales de la década de 1950 y fue construida por el contratista Costain. Después de la finalización del muro de la presa y la central eléctrica (Central Eléctrica Kariba Sur), se construyeron algunos monumentos impresionantes a principios de la década de 1960, como la iglesia católica romana ubicada en las Alturas de Kariba (St Barbara) y junto a ella el Teatro Pat McClean, nombrado en honor a Patricia McClean, una residente adinerada y conocida de las Alturas de Kariba.

## Geografía
Kariba está ubicada en el Lago Kariba, un embalse creado por la presa Kariba en el Río Zambeze. Kariba tiene tres principales suburbios: Mahombekombe, el suburbio de alta densidad más antiguo y pobre junto al lago, Nyamhunga, el suburbio de alta densidad más nuevo y Kariba Heights, el suburbio más acomodado en la cima de la colina y ubicación del monumento Operación Noé. Como sugiere el nombre, las alturas tienen vistas impresionantes del Lago Kariba y la orilla opuesta al sur.
La ciudad tiene conexiones por carretera que la conectan con Harare y con la frontera de Zambia. Es servida por el Aeropuerto de Kariba y tiene un servicio de ferry a Cataratas Victoria vía el campamento de pesca Mlibizi.

## Economía
La ciudad de Kariba es el centro de la industria turística para la región del Lago Kariba. Kariba ofrece alojamiento en varios hoteles y alojamientos. Hay dos casinos en la ciudad. Muchas de las atracciones en Kariba para los turistas están basadas en el agua. La pesca, la observación de animales y los paseos en casa flotante son las actividades más populares. Los turistas también visitan la pared de la presa Kariba y las granjas locales de cocodrilos.
La Autoridad de Suministro de Electricidad de Zimbabue ZESA emplea trabajadores en la central hidroeléctrica. La pesca de Kapenta también es una industria importante, aunque se vio afectada por la escasez de combustible a nivel nacional, y en la década de 2010 por la sequía.
ZB Bank Limited, un banco comercial, mantiene una sucursal en Kariba.

## Clima
Kariba tiene un clima de sabana tropical (clasificación climática de Köppen Aw), con inviernos cálidos y veranos muy calurosos, y una marcada estación más seca en invierno. Aunque es relativamente más fresco que los lugares tropicales típicos en invierno y ocasionalmente puede tener mínimas de 5 °C (41 °F), Kariba cumple con los requisitos mínimos para estar en la zona climática de sabana, lo que lo convierte en uno de los pocos lugares en Zimbabue dentro de esta clasificación. La baja elevación de la ciudad según los estándares de Zimbabue, su ubicación junto al lago, su localidad norteña y su proximidad a la Zona de Convergencia Intertropical forman su clima. Las temperaturas máximas promedio en invierno, de mayo a agosto, varían de 24.7 a 26.8 °C (76.4 a 80.3 °F). Julio es el mes más fresco, con una temperatura promedio diaria de 20.1 °C (68.2 °F). Las temperaturas bajas caen por debajo de los 10 °C (50 °F) aproximadamente 10-15 noches durante la temporada de invierno, después del paso de frentes fríos desde el sureste, que a veces pueden producir precipitaciones invernales.